# شركة الدريس للخدمات البترولية والنقليات
شركة الدريس للخدمات البترولية والنقليات هي شركة مساهمة سعودية، بدأت في عام 1963 بتجارة المنتجات البترولية والبيع بالتجزئة للعملاء، وكانت البداية باستأجر محطة بترول في مدينة الرياض , وفي عام 1965 تم بناء وتشغيل أول محطة تعبئة وقود مملوكة للشركة بالكامل، وفي عام 2005 وصل مجموع مراكز البيع بالتجزئة التي تشغلها الشركة بالكامل إلى 119 مركز، وفي مارس من عام 2006 تم تحويل الشركة إلى شركة مساهمة عامة.